# Landinspektørvidenskab
Landinspektørvidenskab er en tværfaglig videnskabstradition indenfor design, udvikling og forvaltning af det byggede og naturlige miljø med særlig fokus på de faste ejendomme og stedfæstede rettigheder. Landinspektørvidenskab udspiller sig i spændingsfeltet mellem opmåling og kortlægning, geografiske informationssystemer, fast ejendoms registrering og retsforhold, samt arealforvaltning og fysisk planlægning. Denne fagkombination kan genfindes i de fleste lande ud over verden. Landinspektørvidenskab har traditionelt haft en stærk national tradition (Landinspektør-professionen) og forankring qua tilknytningen til sikring af rettigheder og styring fast ejendoms anvendelse. Den teknologiske udvikling samt opbygning af professions bårne internationale vidensnetværk har medført, at en global landinspektørvidenskabelig tradition er under konsolidering i disse år. Den internationale betegnelse for denne videnskabstradition er Geomatics.

## Internationale organisationer
- International Association of Geodesy
- FIG – International Federation of Surveyors
- EEGECS
- International Society of Photogrammetry and Remote Sensing